# Gérard Mulumba Kalemba
Gérard Mulumba Kalemba (* 8. Juli 1937 in Kananga; † 15. April 2020 in Kinshasa) war ein kongolesischer Geistlicher und römisch-katholischer Bischof von Mweka. Seit 2019 war er Leiter der Maison civile du chef de l’État des kongolesischer Präsidenten Félix Tshisekedi.

## Leben
Gérard Mulumba Kalemba empfing am 20. August 1967 das Sakrament der Priesterweihe. Er studierte insbesondere Theologie in Leuven und Kinshasa sowie Entwicklungssoziologie in Louvain-la-Neuve in Belgien.
Papst Johannes Paul II. ernannte ihn am 19. Januar 1989 zum Bischof von Mweka. Der Bischof von Mbujimayi, Joseph Ngogi Nkongolo, spendete ihm am 9. Juli  desselben Jahres die Bischofsweihe; Mitkonsekratoren waren Emery Kabongo Kanundowi, Erzbischof ad personam und Bischof von Luebo, sowie Martin-Léonard Bakole wa Ilunga, Erzbischof von Kananga.
Papst Franziskus nahm am 18. Februar 2017 seinen altersbedingten Rücktritt an.
Sein Großneffe Félix Tshisekedi, seit 2019 Präsident der Demokratischen Republik Kongo, ernannte ihn am 21. Mai 2019 zum Leiter des Maison civile du chef de l’État des Staatsoberhauptes. Diese Einrichtung untersteht der direkten Autorität des Präsidenten der Republik. Es ist verantwortlich für die Verwaltung der Betreuung und Logistik von Privathäusern und Präsidentenstandorten, dem Privatsekretariat des Staatsoberhauptes und den medizinischen Dienst des Präsidenten. Étienne Tshisekedi, ehemaliger Premierminister, war der Bruder von Félix Tshisekedi.
Gérard Mulumba Kalemba starb im April 2020 an den Folgen von COVID-19 während der COVID-19-Pandemie.